# 다이요촌
다이요촌(大洋村)은 이바라키현 가시마군에 속했던 촌이다. 2005년 10월 11일, 호코타정, 아사히촌과 합병해 호코타시가 되었다. 촌명은 태평양에서 유래되었다.

## 개요
버블 시절에는 난개발로 소규모 별장지가 속속 조성되었으며, 호코다 시가 2018년 실시한 조사에서는 호코다 시내 빈집 중 약 80%가 구 다이요촌에 집중되어 있었는데, 그 수 약 2700호였다. 쇼와 시대에 가시마 시는 「가시마 개발」이라는 이름의 공업 용지로서의 개발이 진행되었지만, 사업 용지의 전개를 전망한 도쿄의 부동산 업자에 의해 인접한 다이요 촌에서도 많은 산림이 매입되었다 .이후 개발은 다이요촌까지는 도달하지 못했고, 별장지로 개발된 바 있다. 이러한 별장지는 주로 타겟을 주말을 이용하는 도내 샐러리맨으로 정곡을 찌르고 있던 관계로 토지도 소규모였고 건물도 빈약했기 때문에 그 후 방치되는 물건이 많아져 현재는 방치된 건물에서 창호가 도난당하는 등 치안도 악화되어 황폐화되고 있다[

## 역사
- 1955년 3월 31일 - 시라토리촌 , 가미시마촌이 합병해 다이요촌이 성립하였다.
- 1985년 3월 14일 - 가시마임해철도 오아라이카시마선이 개업하였다.
- 12005년 10월 11일 - 아사히촌, 호코타정과 합병해 호코타시가 성립해 동일 다이요촌은 폐지되었다.

## 교통

### 철도
- 가시마 임해 철도 오아라이카시마 선

### 도로
- 국도 제51호선
- 국도 제354호선